# アマンダ (小惑星)
アマンダ (725 Amanda) は、小惑星帯に位置する小惑星の一つ。ドイツの天文学者、リヒャルト・ショールの妻の名前にちなんで命名された。